# Orpheus in de dessa
Orpheus in de dessa is een in 1903 verschenen roman van Augusta de Wit. Het verhaal speelt zich af in Nederlands-Indië.

## De plot
Het verhaal betreft twee personen. Bake is een ingenieur uit Nederland die zich bezighoudt met een suikerfabriek in Nederlands-Indië, Si-Bengkok een Indonesiër die dieren en mensen fascineert met zijn fluitspel. De nieuwsgierigheid van Bake brengt de twee dichterbij elkaar. Er is echter een kant van Si-Bengkoks leven, die Bake niet kent. Als er op een gegeven moment een kruising plaatsvindt tussen het verborgen leven van Si-Bengkok en Bake, leidt dat tot de dood van Si-Bengkok door toedoen van Bake.

## Bekendheid
Het boek omvat 152 pagina's en was daarmee een favoriet onder de Nederlandse scholieren van de 20e eeuw. Ondanks het Nederlands uit het begin van de 20e eeuw, gecombineerd met enkele Indonesische woorden, is het namelijk niet moeilijk vanwege de duidelijke verhaallijn.

## Boek(digitaal)
- DBNL versie Orpheus in de Dessa

## Bron
- DBNL orpheus in de dessa

1. ↑  https://www.trouw.nl/cultuur/joop-van-den-berg-herleest-orpheus-in-de-dessa-~a59dfc07/